# سوخوي سو-30
سوخوي سو-30 (لقب تعريف الناتو: فلانكر-سي Flanker-C) هي طائرة مقاتلة ثنائية المحرك، ثنائية المقاعد، طورت من قبل شركة سوخوي الروسية.
تنتمي سو-30 إلى الجيل الرابع وهي مقاتلة متعددة المهام قادرة على تحقيق السيطرة في الجو وتوجيه الضربات إلى جميع الأهداف المعادية في شتى الظروف الجوية باستخدام الصواريخ الموجهة وغير الموجهة.و تتميز بقدرتها على القيام بمهمات بعيدة المدى، المتابعة بالرصد الراداري، مساندة القوات الأرضية واستخدام الأسلحة الذكية بدون الدخول في منطقة الدفاع الجوي المعادية كما تتميز بالقدرة العالية على المناورة ومهاجمة عدة اهداف في آن واحد ومقاومة وسائل العدو الإلكترونية البصرية.
سو-30 مقاتلة مطورة من النسخة التدريبية ثنائية المقاعد سو-27 يو بي (Su-27UB).حيث تم وضع التصميم الجديد وتسميتها رسميا سو-30 من قبل وزارة الدفاع الروسية عام 1996. من سلسلة طائرات فلانكر، فقط طائرات سو-27، وسو-30، وسو-35 هي التي دخلت مراحل التصنيع الفعلي من قبل وزارة الدفاع. باقي الطائرات مثل سو-37 مجرد نماذج فقط.
تتميز سو-30 حاليا بوجود نسختين تتفرع عنهما باقي النماذج الأخرى، النسخة الأولى هي سو-30 أم كي كي (Su-30MKK) وتنتج من قبل مجمع كومسومولسك-نا-أموري لصناعة الطائرات (KnAAPO)، ثنائية المقعد مطورة انطلاقا من مقاتلة سو-27 اس كي Su-27SK  صممت عام 1997 لفائدة للصين وبدأ إنتاجها سنة 1999. مخصصة لمهام الهجوم الأرضي للمسافات البعيدة في كل الظروف الجوية مشابهة للمقاتلة إف-15 إي سترايك إيغل الأمريكية.
أما النسخة الثانية سو-30 إم كي آي (Su-30MKI) فتم تطويرها بالشراكة مع الهند، من قبل شركة ايركوت انطلاقا من النسخة التدريبية سو-27 يو بي Su-27UB ، وهي مقاتلة متعددة المهام متخصصة بالإضافة إلى مهام الهجوم الأرضي، في مهام السيادة الجوية لذلك تزويدها بأنظمة ملاحة جوية جديدة كنظام توجيه الدفع (thrust-vectoring) ونظام الأجنحة الأمامية (canards)، ورادار المصفوفات المتراصة (phase-array radar) بعيد المدى.

## التطوير

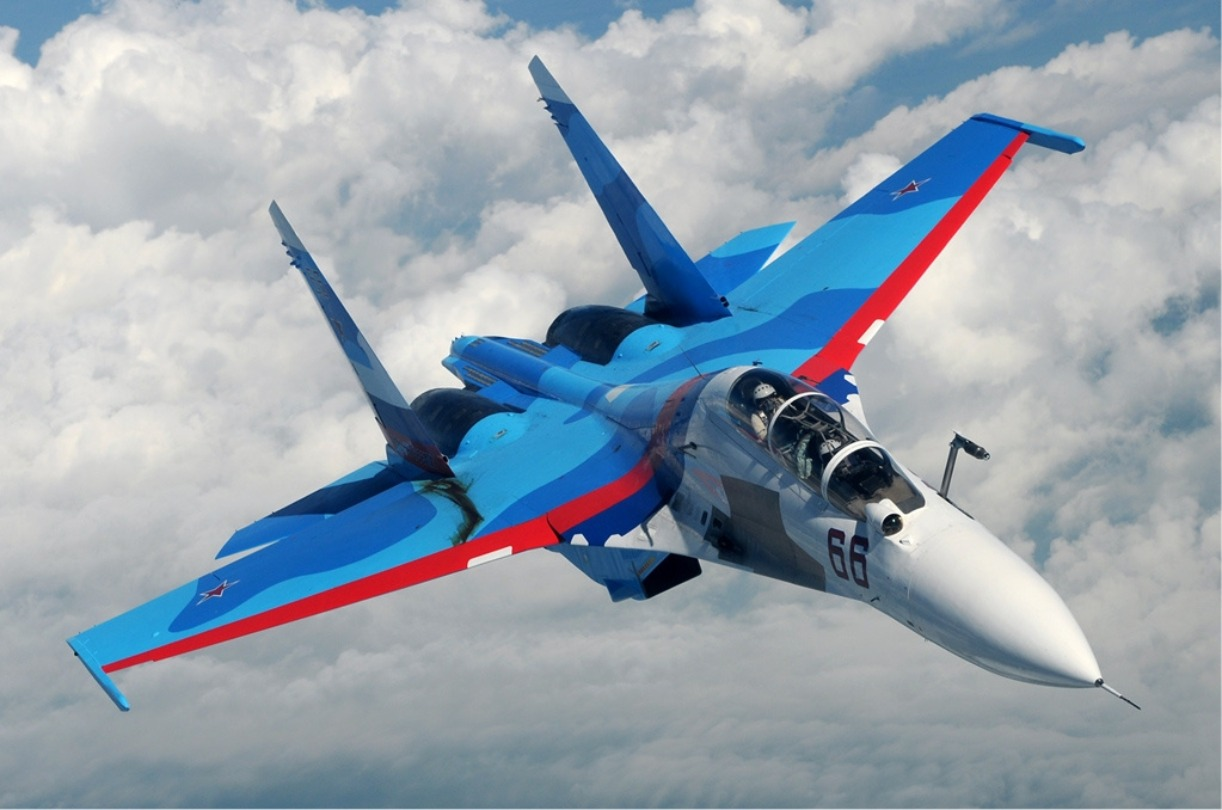
طائرة سو-30 تابعة للقوات الجوية الروسية فوق روسيا

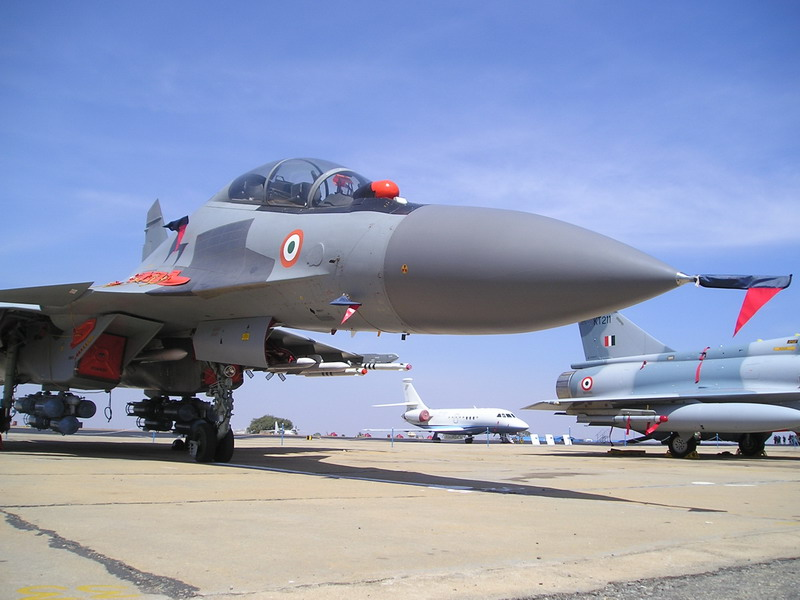
مقاتلة Su-30MKI تابعة للقوات الجوية الهندية

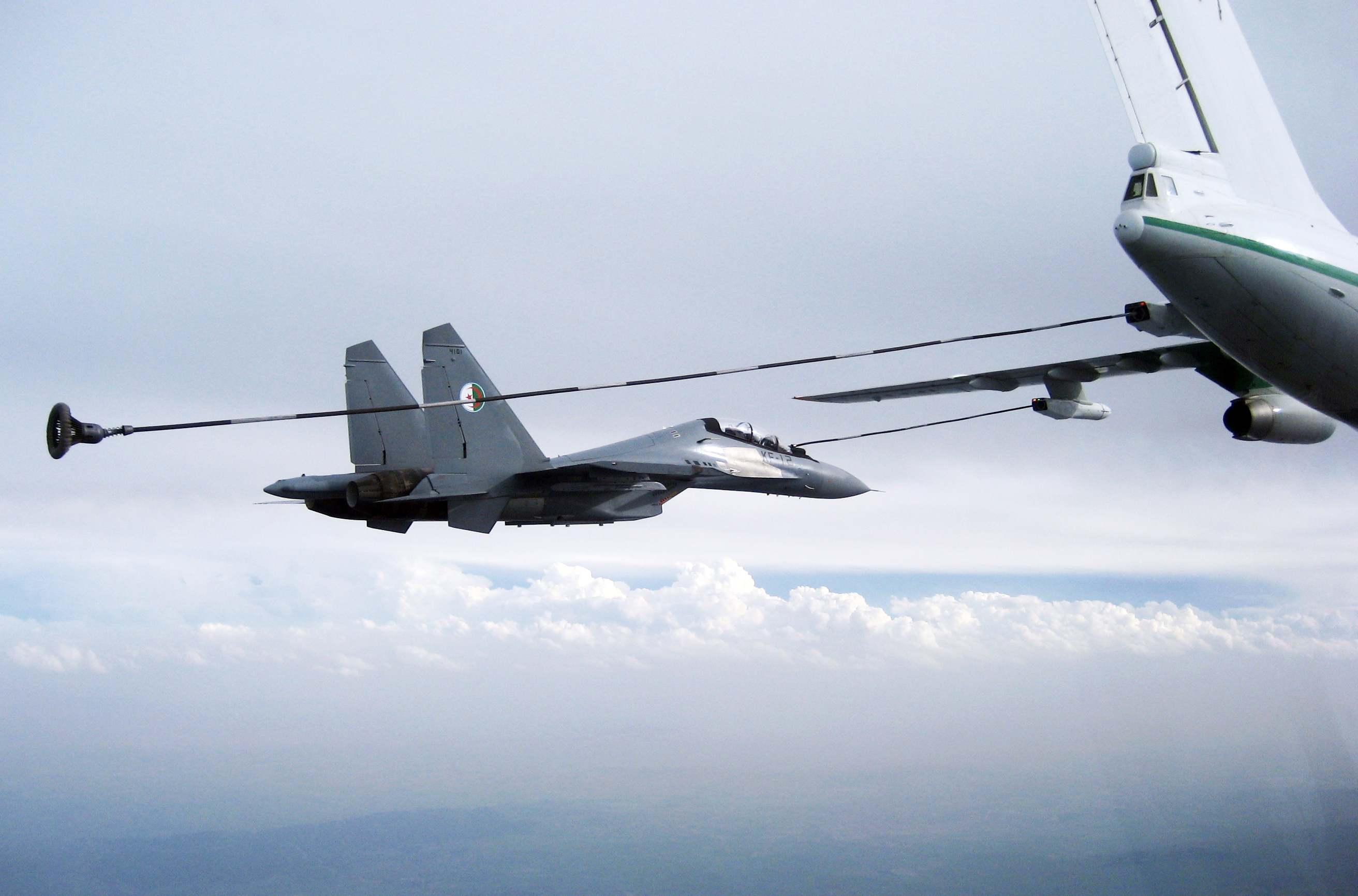
التزود بالوقود جواً لطائرة Su-30MKA تابعة للقوات الجوية الجزائرية.

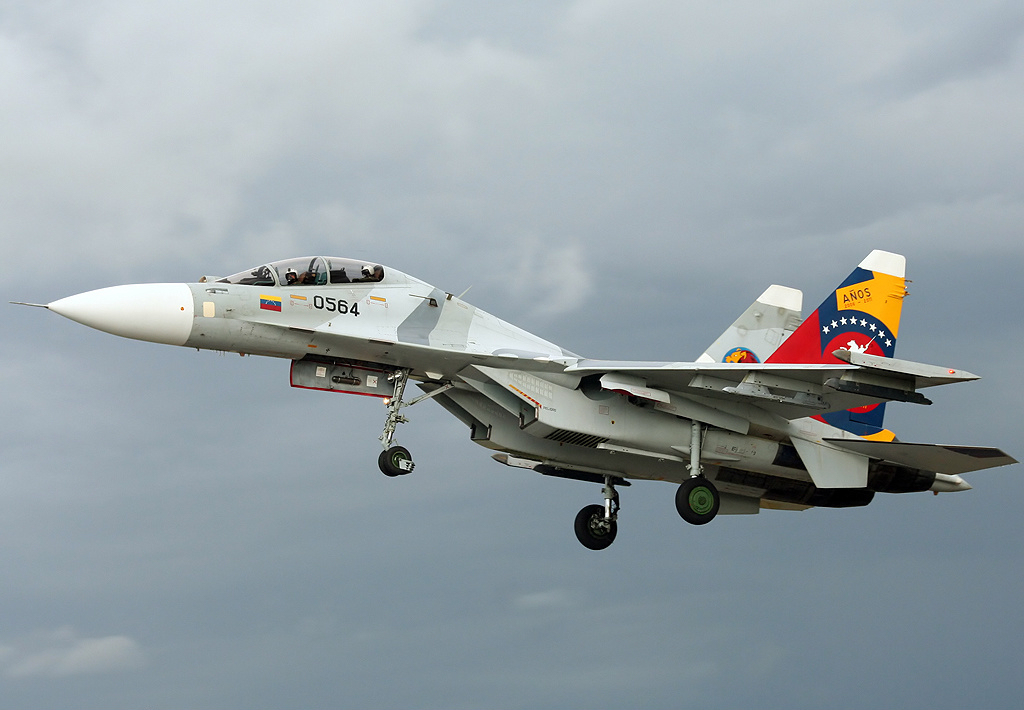
مقاتلة Su-30MK2 تابعة للقوات الجوية الفنزويلية

بدأ مشروع سو-30 منتصف سنوات الثمانينات من قبل مكتب سوخوي وكان يهدف إلى إنتاج جيل جديد من يحتوي على سلسلة متنوعة من الطائرات، تشمل مقاتلات السيادة الجوية، مقاتلات اعتراضية بعيدة المدى، مقاتلات تكتيكية، والمقاتلات متعددة المهام.
برغم كون سلسلة سو-27 ناجحة، لكن ذلك لم يكن كافيا في نظر وكالة الدفاع الجوي السوفياتية (ProtivoVozdushnaya Oborona) التي رأت أن مداها لم يكن كافيا، لذلك بدأ مشوروع سو-27 بي يو (Su-27PU)، الذي كان يهدف لتطوير خصائص سو-27 وإنتاج مقاتلة اعتراضية بعيدة المدى. ظهر النموذج الأولي الذي سمي تي-10 بي يو-5 (T-10PU-5) في 30 ديسمبر 1989. وقد اعتمد تصميم المقاتلة على النسخة التدريبية سو-27 يو بي (Su-27UB) كونها تملك مقعدين وهو ما يتماشى مع متطلبات المهام الاعتراضية إضافة إلى امتلاكها مميزات المناورة الخاصة بسو-27 (ذات المقعد الوحيد). بعد نجاح النموذج الأولي في تجاوز الاختبارات دون مشاكل تم إنتاج 3 نماذج أخرى حلقت أولاهما في 14 افريل 1992.
مقارنة بالسو-27 يو بي تم تزويد المقاتلة الجديدة بقضيب يمكنها من التزود بالوقود جوا لزيادة مداها، وتم وضعه في الجانب الأيسر من أنف المقاتلة، في حين وضع جهاز التتبع والبحث الحراري (IRST) في الجانب الأيمن، كما تم تحديث إلكترونيات الطيران وتزويدها بأنظمة اتصالات وقيادة جديدة تمكنها من قيادة مجموعة من مقاتلات سو-27، وتم أيضا تحديث أنظمة الملاحة ونظام الطيران السلكي (fly-by-wire)، وزودت قمرة القيادة الخلفية بشاشة عرض كبيرة (CRT display) لتوفير المعلومات التكتيكية عن الأهداف المختلفة للقائد، أيضا تم تزويدها برادار N001 niipea، الذي يوفر القدرة الجوية للهجوم الأرضي وتعقب عدة أهداف الجوية في آن واحد.
جعلت سوخوي من سو-27 بي يو (Su-27PU) مقاتلة تحكم، أي أواكس مصغرة، حيث يتم يستخدم القائد الثاني بيانات الرادار وروابط الاتصال للسيطرة وقيادة مقاتلات سو-27 الأخرى. لم تهتم وكالة الدفاع الجوي (PVO) بشراء النماذج الخمس لسو-27 بي يو (Su-27PU).والتي جرى تستميتها بعد ذلك سو 30، رغم ذلك فقد وجدت تلك النماذج الخمس نفسها في خدمة وكالة الدفاع الجوي التي استخدمتها للتدريبات المتقدمة ضمن الفوج 54 للاعتراض الجوي والذي بداء مهامه الفعلية عام 1996.
عرضت سوخوي مقاتلة سو-30 إم (Su-30M) متعددة المهام للتجريب في القوات الروسية وانتجت عدد منها أواسط التسعينات كما عرضت سوخوي النسخة للتصدير فأطلقت عليها تسمية Su-30 Modernizirovannyi kommercheskiy أي النسخة التجارية المطورة واختصارا سو-30 إم كي (Su-30MK) وتم عرضها أول مرة في معرض باريس الجوي في عام 1993.

## التصميم

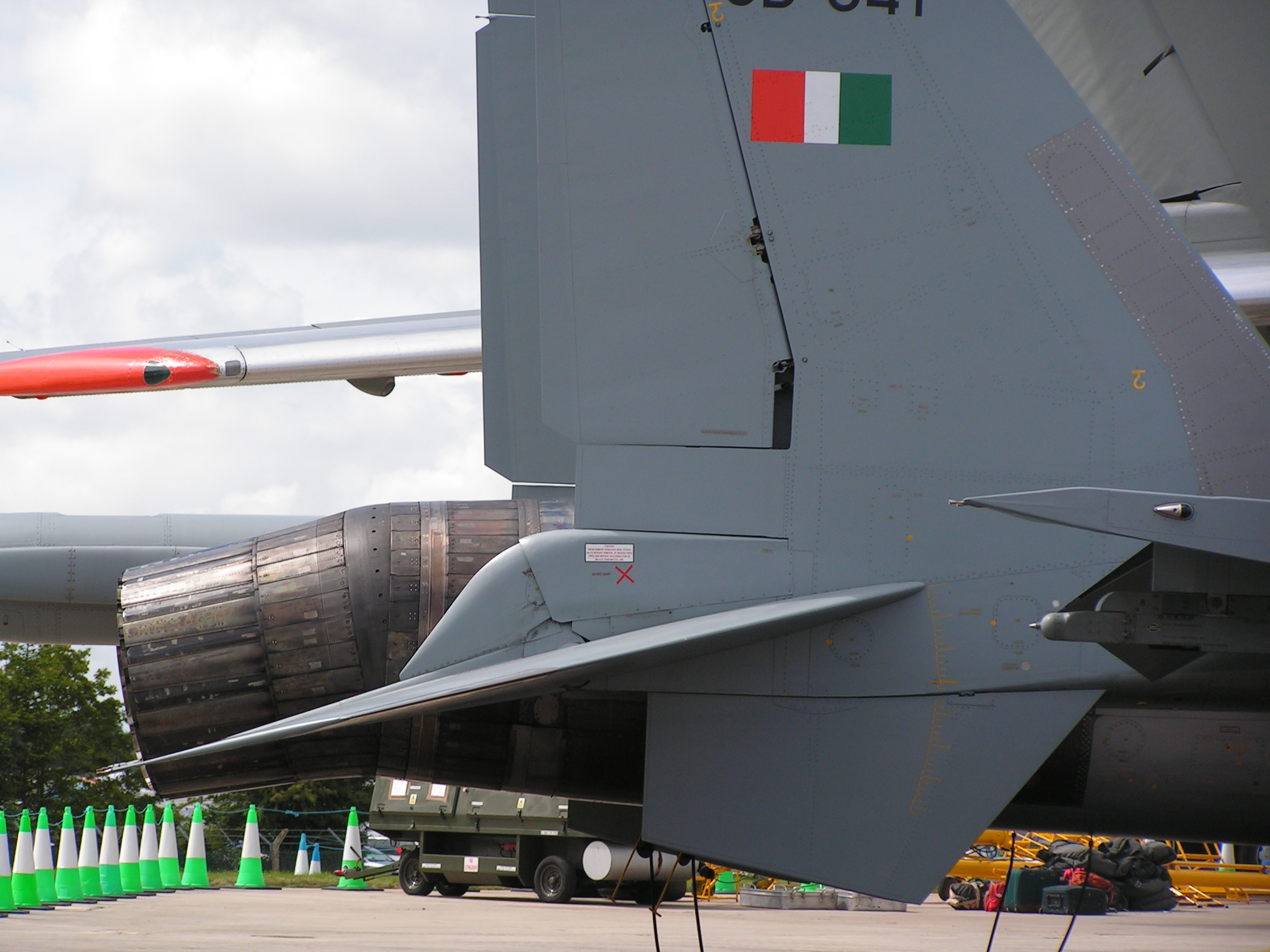
نظام توجيه الدفع (thrust-vectoring) في مقاتلة Su-30MKI

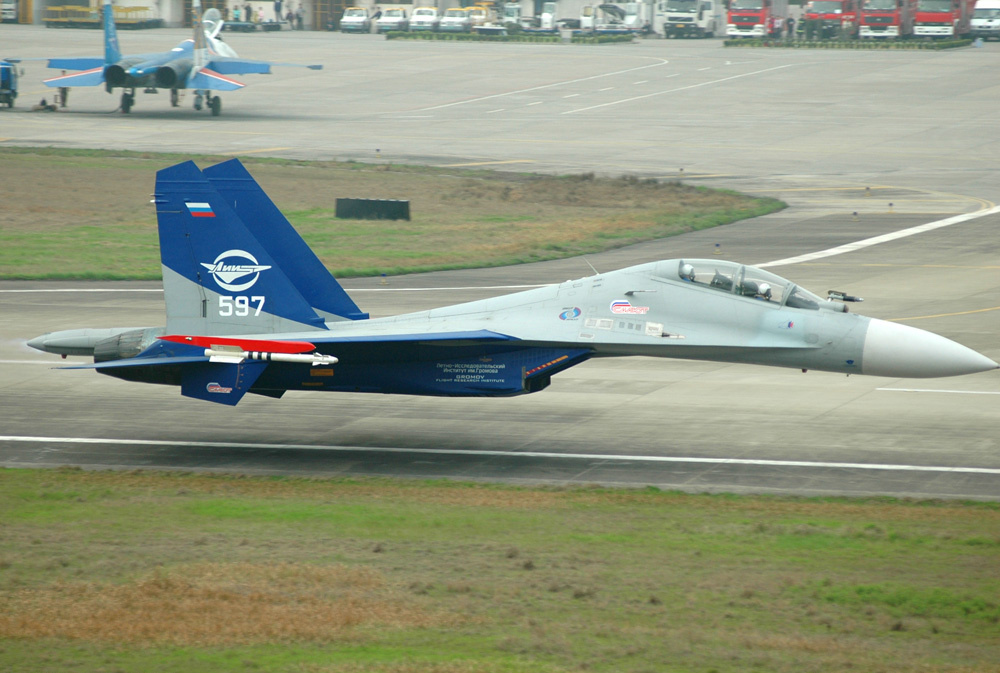
طائرة سوخوي سو-30 ال ال الروسية تطير على طول مدرج مطار

سو-30 طائرة قتالية متعددة المهام جد متكاملة مصممة بأجنحة أمامية (canards) (بعض النسخ لا تحتوي هذه الخاصية)، الجزء المركزي الامامي يشمل قمرة القيادة وخلايا الأنظمة الإلكترونية للمقاتلة بالإضافة إلى الردار، اما الجزء المركزي الخلفي للمقاتلة يتكون من المحرك وخلايا تحتوي على خزان الوقود الداخلي ومظلات الفرملة وراء الذيل، اما هيكل المقاتلة فهو مصنوع من التيتانيوم الخالص وسبائك الألومنيوم عالية القوة.

### الخصائص القتالية
سو-30 إم كي مقاتلة قادرة على أداء مجموعة واسعة من المهام القتالية على مدى بعيد عن قواعدها في جميع الأوقات والظروف المناخية، وتستطيع مقاومة ظروف التشويش الإلكتروني.
المقاتلة مجهزة لتنفيذ جملة من المهام التكتيكية وفق سيناريوهات متعددة، مثل مهام تحقيق السيادة الجوية (القتال الجوي - الدفاع الجوي والاعتراض- مرافقة الدوريات الجوية)، الهجوم الأرضي، تدمير دفاعات العدو الجوية، الإسناد الجوي للقوات البرية والبحرية، القيام بمهام التشويش الإلكتروني (ECCM) ومهام الإنذار المبكر (early warning)، وصولا إلى مهام تدريبات القيادة والسيطرة الجوية على مجموعة من المقاتلات.

## النماذج

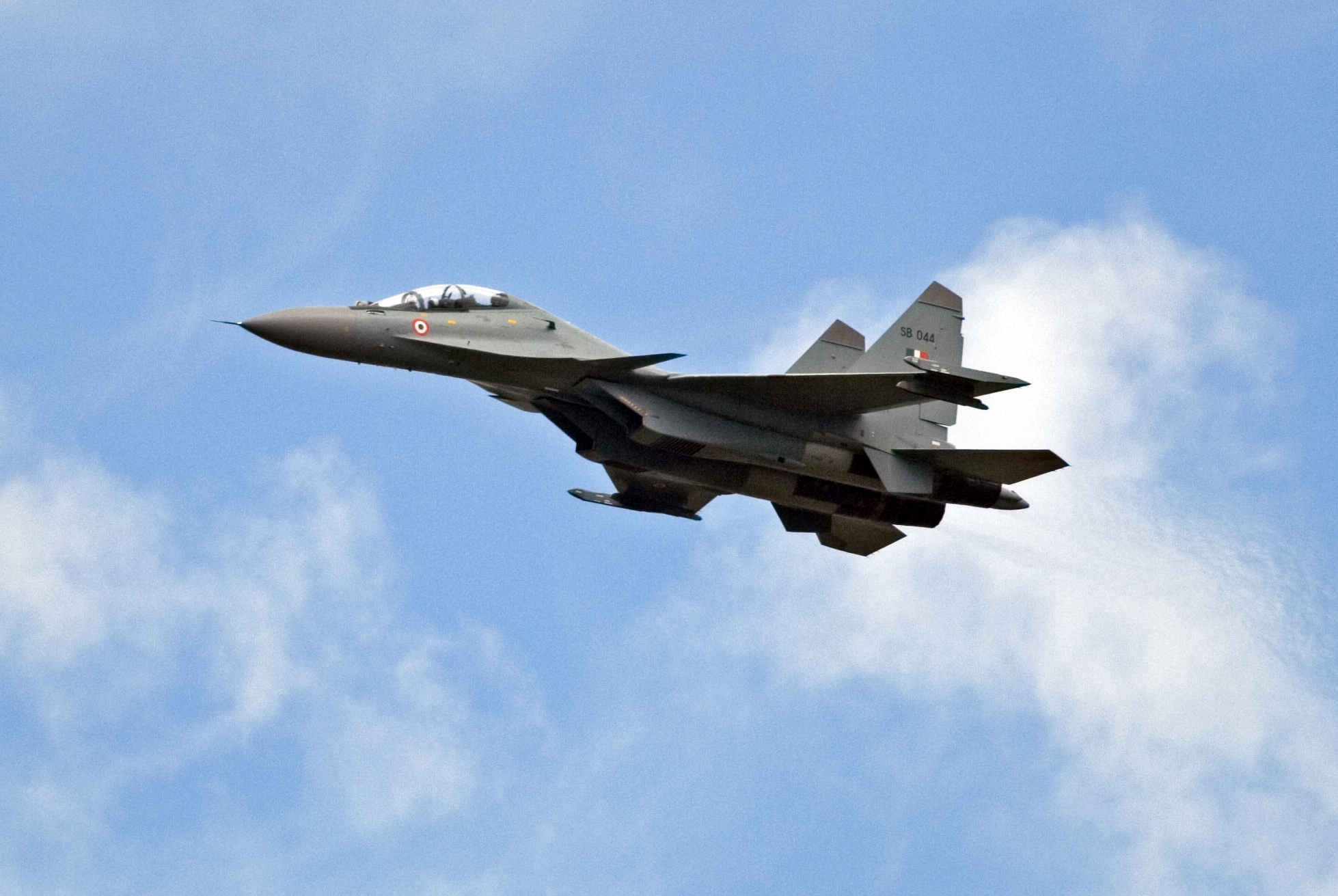
سوخوي سو-30 ام ک آی القوات الجویة الهندیة

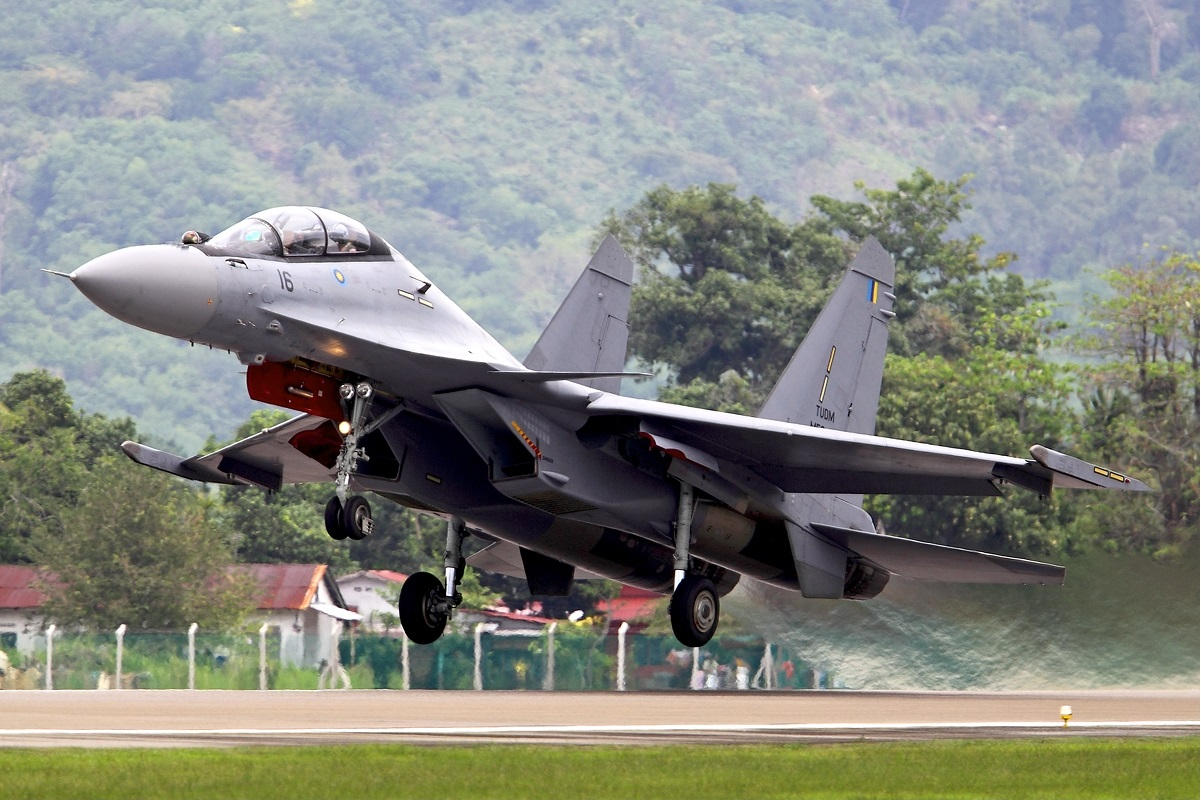
سوخوي سو-30 ام ک ام القوات الجوية الملكية الماليزية

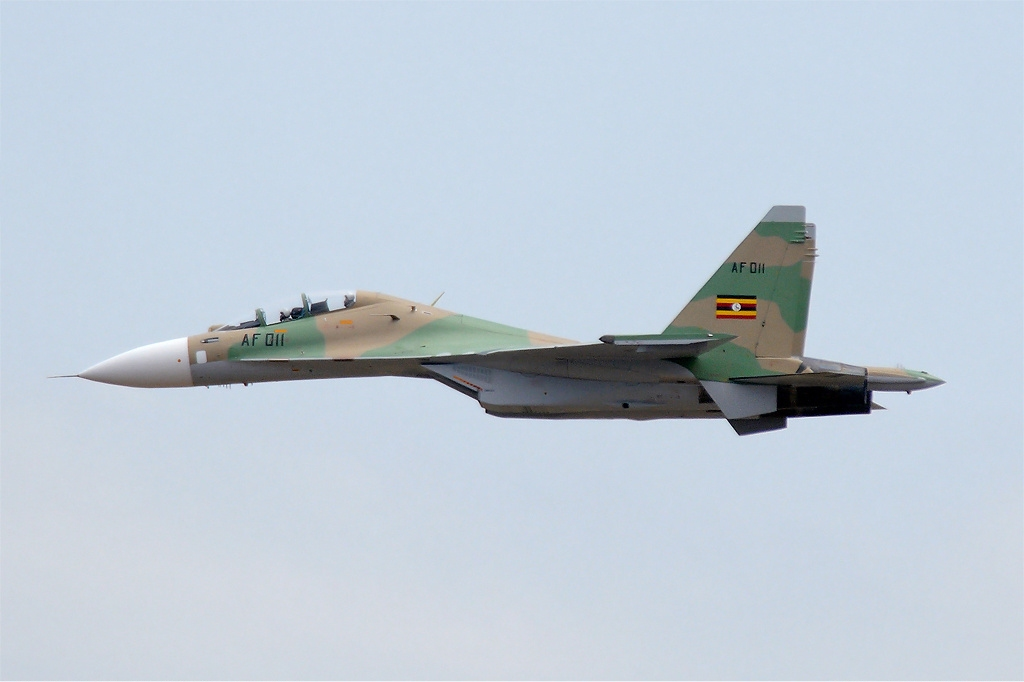
الجناح الجوي لسلاح الدفاع الشعبي الأوغندي سوخوي سو30 ام ک 2

Su-27PU
مقاتلة اعتراضية طويلة المدى صممت اعتمادا على النسخة التدريبية Su-27UB ثنائية المقاعد واعيد تسميتها بعد ذلك Su-30
Su-30
نسخة مجربة تحتوي على أجنحة أمامية، لقب تعريف الناتوFlanker-C :
Su-30K
النسخة التجارية لمقاتلة Su-30
Su-30M
نسخة مطورة لمقاتلة Su-27PU مع إضافة امكانيات تعدد المهام.
Su-30MK
النسخة التجارية لمقاتلة Su-30M التي ظهرت أول مرة سنة 1993 وتحتوي النسخة التصديرية على معدات اتصال وملاحة منتجة من طرف شركة «هندوستان للملاحة الجوية» Hindustan Aeronautics Ltd
Su-30M2
نسخة مطورة انطلاقا من Su-30MK تحتوي أجنحة أمامية وتقنية توجيه الدفع وقد تقدمت القوات الروسية بطلب عدد منها في سبتمبر 2009
Su-30MKI
النسخة التصديرية الهندية، تم تطويرها بالشراكة مع شركة 'هندوستان للملاحة الجوية' (Hindustan Aeronautics Ltd) تحتوي على أمامية وتقنية توجيه الدفع إضافة إلى الكترونيات هندية، إسرائيلة، فرنسية، روسية. لقب تعريف الناتو: Flanker-H
Su-30MKK
النسخة التصديرية للصين، لقب تعريف الناتو:Flanker-G
Su-30MKM
النسخة التصديرية لماليزيا، مشتقة من Su-30MKI مع إضافة كثير من التعديلات.
Su-30MK2
نفس نسخة Su-30MKK مع تطوير الالكترونيات واضافة امكانية حمل صواريخ مضادة للسفن.
Su-30MKV
النسخة التصديرية لفنزويلا، مشابهة لنسخة Su-30MK2
Su-30MK2V
النسخة التصديرية لفيتنام، مشتقة من Su-30MK2 مع عدة تعديلات.
Su-30MK3
نسخة Su-30MKK مع إضافة رادار Zhuk MSE وامكانية حمل صواريخ Kh-59MK المضادة للسفن.
Su-30MKA
النسخة التصديرية للجزائر، مطورة انطلاقا من النسخة الهندية MKI، تعتمد على الكترونيات فرنسية وروسية وفق ما حددته الشروط الجزائرية.
Su-30SM
نسخة خاصة بالقوات الروسية، مصممة انطلاقا من النسخة الهندية مع تطوير خاصية توجيه الدفع، سنة 2015 وقعت الجزائر عقد ب 14 مقاتلة من نوع أس أم 
Su-30SM2
نسخة مطورة للطائرات العاملة في القوات الروسية، تم البداء في تسليمها في نهاية نوفمبر 2022  التطويرات تشمل تحسين مدى الرادار واضافة محرك جديد 

## المستخدمون

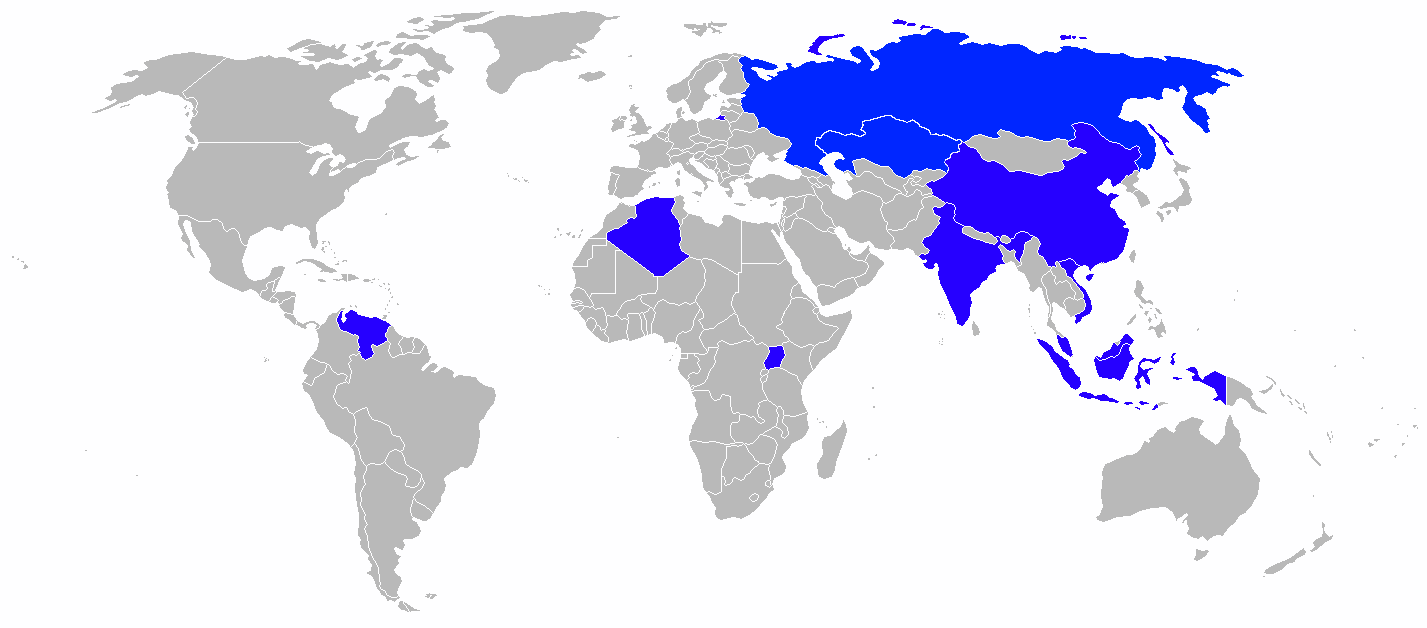
مشغلو مقاتلة Su-30 سنة 2010

- الجزائر : 44 Su-30MKAs في الخدمة،[8][9] وتم تقديم طلب ل 14 Su-30SM من الجيل 4++
- الصين : الجيش الصيني 127 Su-30MKK، البحرية الصينية 23 Su-30MK2.
- الهند : 140 Su-30MKI.
- إندونيسيا : 4 Su-30MK2، وتم تقديم طلب لـ 6 مقاتلات أخرى.
- أوغندا : نم طلب 6 Su-30MK2، سلمت 3 منها.
- روسيا : 16 Su-30M2
- فنزويلا : 24 Su-30Mk2
- فيتنام : 24 Su-30MK2V
- ماليزيا : 18 Su-30MKM.

## المواصفات

### الخصائص العامة
- الطاقم : 2
- الطول : 21.935 متر (72.97 قدم)
- طول الجناح : 14.7 م (48.2 قدم)
- الطول : 6.36 متر (20.85 قدم)
- منطقة الجناح : 62.0 متر مربع (667 قدم مربع)
- الوزن الخالي : 17.700 كلغ (39021 رطل)
- الوزن مع الحمولة : 24.900 كلغ (54.900 رطل)
- وزن الإقلاع الأقصى : 34.500 كلغ (76.060 رطل)
- المحركات : 2 × AL-31FL

### الأداء
- السرعة القصوى : 2.0 ماخ (2٬120 كم / ساعة، 1320 ميل / ساعة)
- المدى : 3,000 كيلومتر (1,620 nmi) مع ارتفاع
- الحد الأقصى للدائرة : 17.300 متر (56,800 قدم)
- سرعة التسلق : 230 م / ث (+45275 قدم / دقيقة)
- قدرة الجناح على التحميل : 401 كغم / متر مربع (82.3 رطل / قدم مربع)

## الحوادث
- 12 يونيو 1999: معرض باريس للطيران، طائرة طراز سو-30إم كيه تحطمت، إلا أن الطيارين خرجا سالمين وكذلك من كانوا على الأرض.
- 30 أبريل 2009: تحطمت طائرة من طراز سو-30 إم كيه آي قرب جاسالمير. الطيار توفي.
- 30 نوفمبر 2009: تحطمت طائرة من طراز سو-30 إم كيه آي قرب جاسالمير. الطيار نجى.
- 11 ديسمبر 2011: تحطمت طائرة من طراز سو-30 إم كيه آي قرب بون، نجا الطياران.
- 28 جانفي 2020: تحطمت طائرة من طراز سو-30 إم كيه أي قرب خنشلة. توفي الطياران.
- 23 أكتوبر 2022 تحطمت طائرة من طراز سو-30 في إيركوتسك. توفي الطياران.
- 19 مارس 2025 تحطمت طائرة من طراز سو-30 إم كيه أي قرب ادرار. توفي الطيار